# Brother Love's Travelling Salvation Show
Brother Love's Travelling Salvation Show è il quarto album discografico in studio del cantautore statunitense Neil Diamond, pubblicato nel 1969.

## Tracce
Lato 1
Testi e musiche di Neil Diamond.
1. Brother Love's Travelling Salvation Show – 3:27
2. Dig In – 2:41
3. River Runs, New Grown Plums – 1:58
4. Juliet – 2:51
5. Long Gone – 3:18
6. And The Grass Won't Pay No Mind – 3:33

Lato 2
Testi e musiche di Neil Diamond.
1. Glory Road – 3:19
2. Deep In The Morning – 3:04
3. If I Never Knew Your Name – 3:17
4. Memphis Streets – 2:40
5. You're So Sweet, Horseflies Keep Hangin' 'Round Your Face – 3:13
6. Hurtin' You Don't Come Easy – 2:30
7. Sweet Caroline – 3:21